# سد السطاني
سد السطاني هي قرية من قرى البادية الجنوبية في الأردن وتقع إلى الجنوب من القطرانة.
سميت بهذا الاسم نسبةً إلى سد ترابي قديم في المنطقة وتتبع إدارياً مدينة القطرانة في محافظة الكرك